# Morococha
Morococha är en stad i mellersta Peru i departementet Junín. Staden var huvudort i Morococha-distriktet fram till den 12 september 2013. Då blev Nueva Morococha ("Nya Morococha") huvudort för distriktet.
Fram till 2005 – när Kina byggde järnväg i Tibet – var Morococha berömt för den högst belägna järnvägen i världen. Sträckningen Lima – Huancayo har sin högsta punkt på 4818 meter över havet.